# Nea Jonia
Nea Jonia (gr. Νέα Ιωνία) – miasto w Grecji, w administracji zdecentralizowanej Attyka, w regionie Attyka, w jednostce regionalnej Ateny-Sektor Północny. Siedziba i jedyna miejscowość gminy Nea Jonia. W 2011 roku liczyło 67 134 mieszkańców.
Położone w granicach Wielkich Aten. Odległe od akropolu ateńskiego o 8 km.
W okresie burzliwej industrializacji Grecji, w latach międzywojennych (1923-1940), w tej relatywnie małej dzielnicy istniało aż 500 produkcyjnych zakładów przemysłowych, przy czym część z nich stanowiły wielkie fabryki włókiennicze.
W czasie II wojny światowej Nea Ionia stanowiła istotne zaplecze ruchu oporu. Niemcy nie przebywali w tej dzielnicy na stałe, lecz często przeprowadzali pacyfikacje, z publicznymi egzekucjami włącznie.
Dziś przemysł prawie tu nie istnieje, gdyż większość fabryk zastąpiły biura i sypialniane rejony mieszkaniowe. W niektórych dawnych fabrykach (np. w tych widocznych ze stacji kolejki elektrycznej Pefkakia), funkcjonują dziś supermarkety.